# کن تریبت
کن تریبت (انگلیسی: Ken Tribbett؛ زادهٔ ۲۵ اوت ۱۹۹۲) بازیکن فوتبال اهل ایالات متحده آمریکا است.
از باشگاه‌هایی که در آن بازی کرده‌است می‌توان به فیلادلفیا یونیون اشاره کرد.